# Галанза, Пётр Николаевич
Пётр Николаевич Галанза (1 января 1893 года, Кишинёв, Российская империя — 24 сентября 1982 года, Москва, СССР) — советский учёный-правовед, специалист по истории государства и права, в особенности Древнего мира и Средних веков, и истории политических и правовых учений. Доктор юридических наук, профессор МГУ.

## Биография
Родился в семье служащих в Бессарабской губернии.
Окончил историко-филологический факультет Московского университета в 1917 году.
В период гражданской войны состоял в рядах РККА, работал в политуправлении Западного фронта.
В 1923 году становится доцентом Смоленского государственного университета.
В 1924 году поступает учиться в Институт красной профессуры, по окончании правового отделения которого направляется на преподавательскую работу в Татарский коммунистический университет в Казани.
Во время обучения с 1926 г. преподавал в Московской горной академии, читал курс "Государственный строй".
С 1928 года — доцент Казанского государственного университета, где читает лекции по общей теории государства и права.
С 27 июня 1928 года по 19 апреля 1929 года являлся ректором Казанского университета.
В 1929 — 1939 гг. заведующий кафедрой в Белорусском государственном университете.
С 1939 года находится на преподавательской и научной работе в Москве. Работает в Военно-юридической академии РККА, Институте права АН СССР, а с 1945 года — на юридическом факультете МГУ им. М. В. Ломоносова. В начале 1940-х гг. участвовал в учебно-научной работе новообразованной кафедры истории государства и права МГЮА.
Профессор (с 1947 года), доктор юридических наук honoris causa (с 1961 года).
Награждён рядом государственных наград.

## Научная деятельность
П. Н. Галанза был автором многочисленных работ научного и учебного характера в области истории государства и права, а также истории политических и правовых учений.
Так, его перу принадлежат первые советские учебники по всеобщей истории государства и права (после возобновления преподавания этой дисциплины в юридических вузах СССР в 1938 году).
Наиболее известные научные труды:
- «Государство и право Древней Греции» (М., 1940);
- «Всеобщая история государства и права», вып. 1 и 2 (М., 1947—1948);
- «История государства и права в 3-х тт.» (М., 1949, 1951, 1960) — редактор, соавтор;
- «Об оценке учения Гегеля о государстве и праве» (М., 1956);
- «Учение о государстве и праве Канта» (М., 1960);
- «Феодальное государство и право Франции» (М., 1963);
- «Феодальное государство и право Германии» (М., 1963);
- «История государства и права зарубежных стран», тт. 1 и 2 — редактор, соавтор;
- «История политических учений» (М., 1955, 1960) — соавтор;
- «История государства и права зарубежных стран», т. 1 (М., 1980) — редактор, соавтор.

## Семья
Дочь П. Н. Галанзы — Лариса Петровна Галанза, преподаватель кафедры иностранных языков МГЮА, была замужем за художником Ростиславом Барто.